# Otiorhynchus meridionalis
Espèce
Otiorhynchus meridionalis, l'otiorhynque méridional est une espèce d'insectes (charançons) de la famille des Curculionidae.

## Description
Il mesure en moyenne un peu moins d'un centimètre, antennes non comprises. Il est assez semblable à Otiorhynchus morio mais plus petit.

## Nuisible
La lutte biologique contre cette espèce peut être menée avec le nématode entomophage Heterorhabditis bacteriophora.

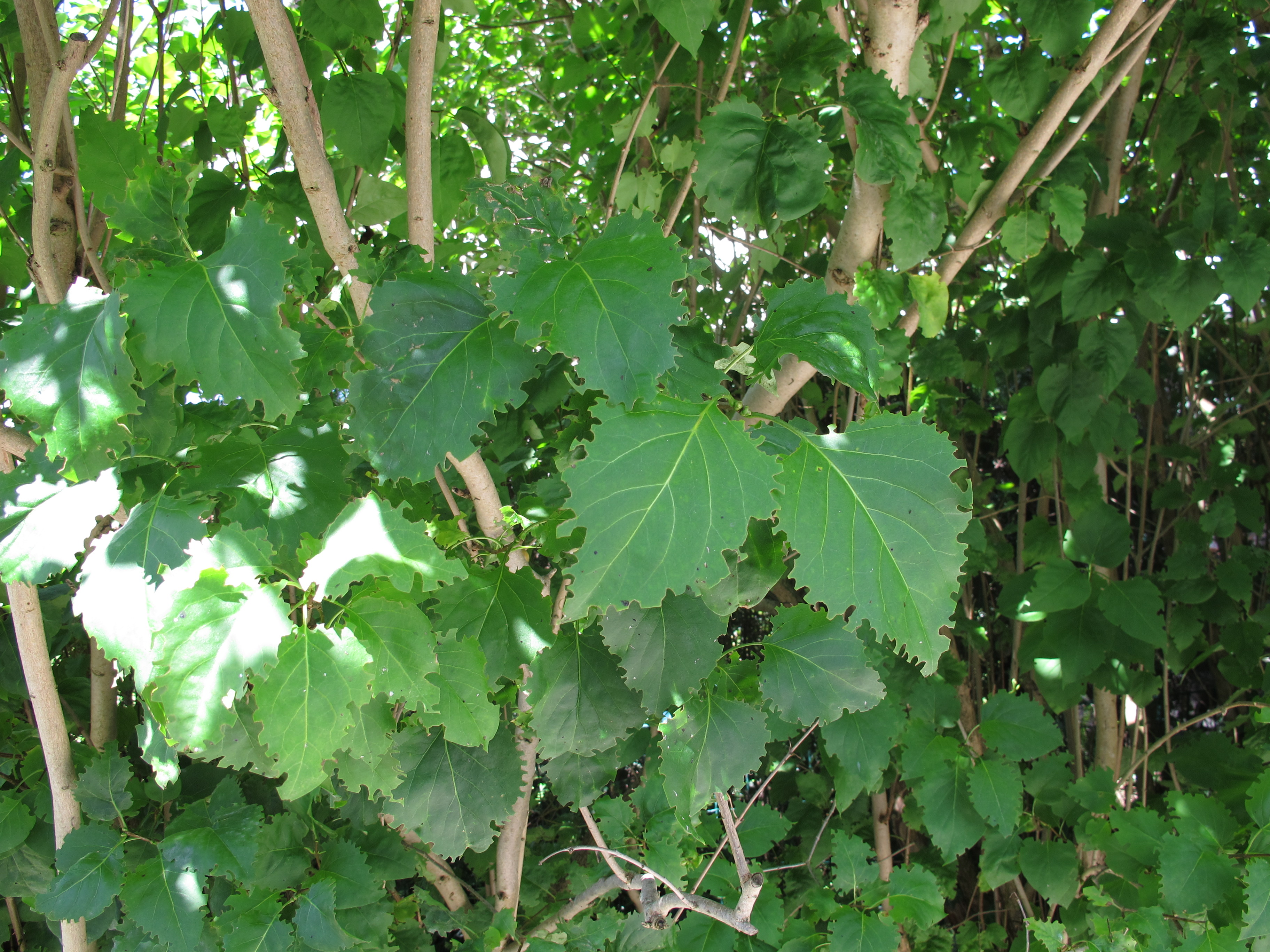
aspect caractéristique des feuilles d'un lilas (Syringa vulgaris) mangées par Otiorhynchus meridionalis

## Galerie

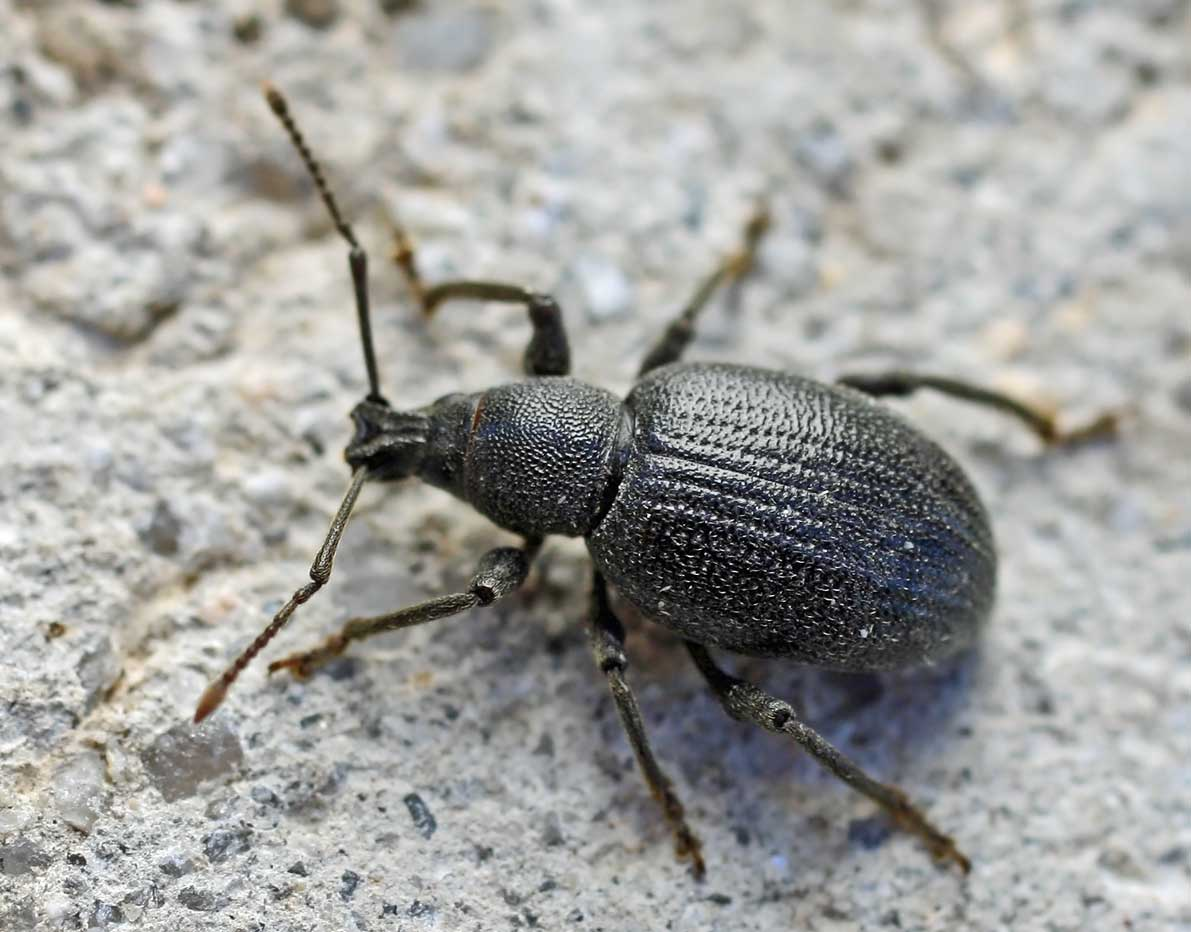
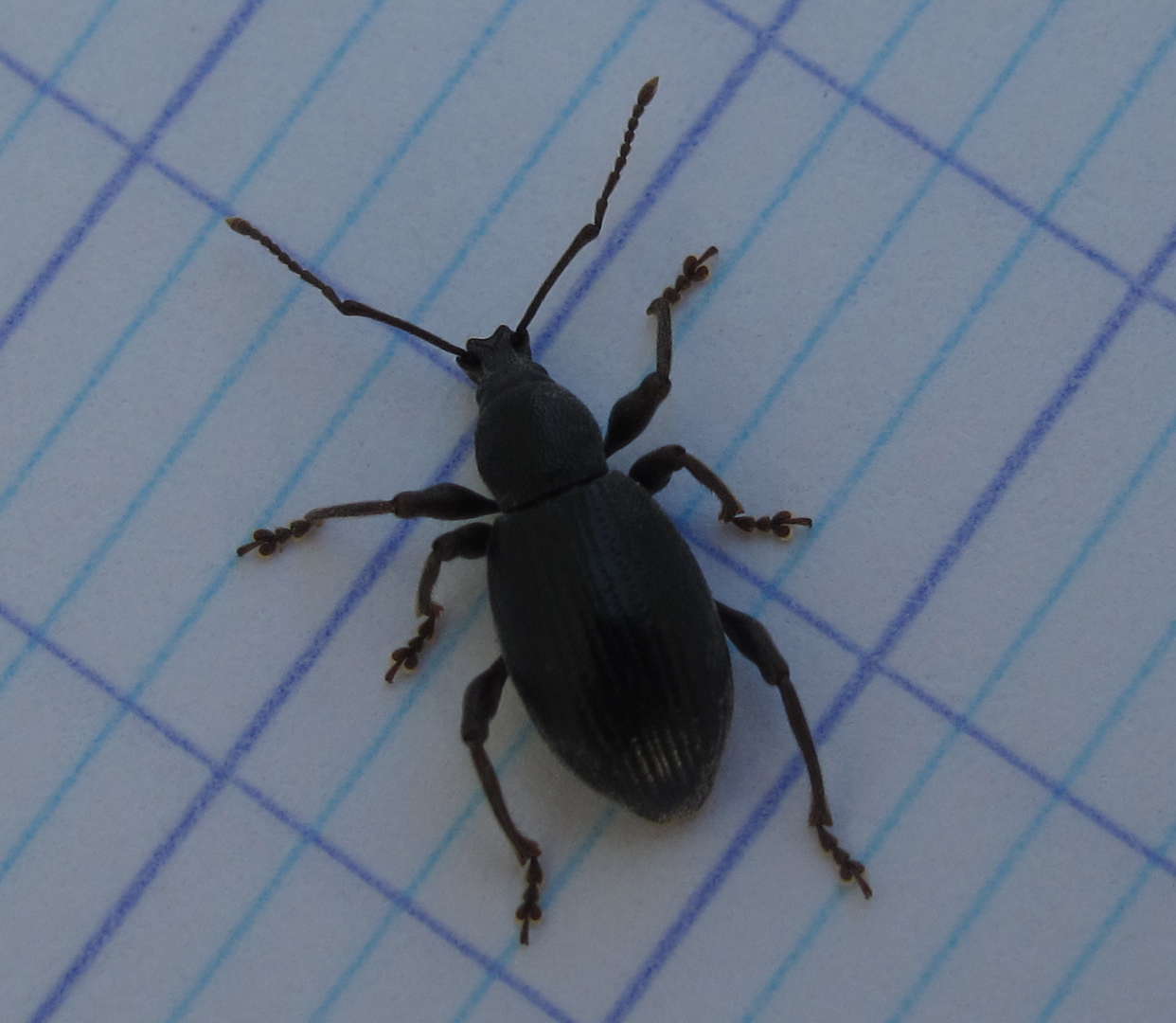
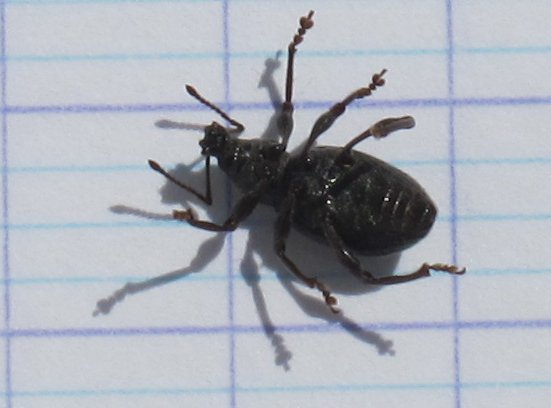
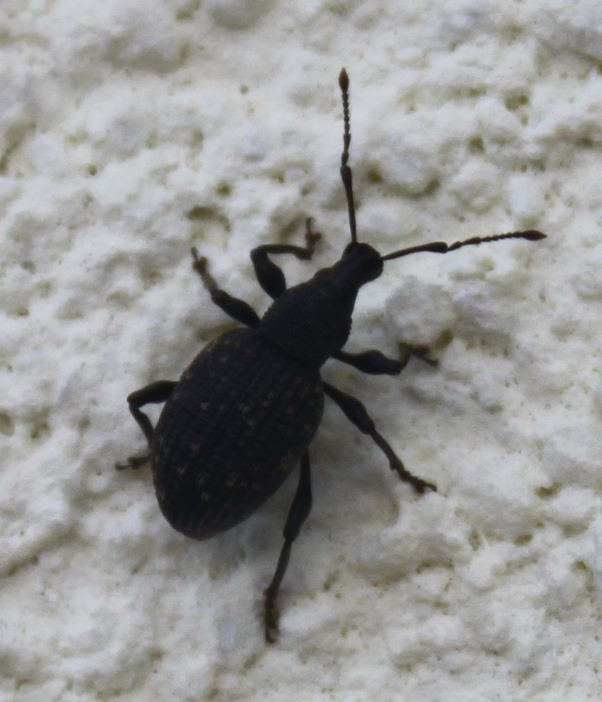